# Feel·loïdeus
Els feel·loïdeus (Feaelloidea) són una de les sis superfamílies de pseudoescorpins. Alguns autors inclouen en aquesta superfamília els pseudogarípids.
Són els pseudoescorpins amb caràcters més diferents, amb totes les potes iguals, amb un sol artell al tars, i els pedipalps molt modificats. Els quelícers són molt petits i sense glàndula verinosa. Tenen quatre ulls.

## Sistemàtica
La superfamília dels feel·loïdeus consta d'una única família, els feèl·lids (Feaellidae) i d'un únic gènere, Feaella. S'han descrit alguns subgèneres i unes quantes espècies, distribuïdes per'Àfrica i l'Índia.